# 나카자와 아키라
나카자와 아키라(中澤 輝, なかざわ あきら 1978년 11월 12일 - 일본 나가노현 나가노시)은 일본의 언론인이며 NHK 소속의 남성 아나운서이다.

## 생애
나카자와 아키라(中澤 輝) 아나운서는 1978년 11월 12일 일본 나가노현 나가노시에서 태어났다. 그는 나가노현 나가노고등학교(長野県 長野高等学校)를 졸업하고 도쿄도 시부야구에 있는 아오야마 가쿠인 대학(아오야마 학원 대학)에 법학 부를 졸업했다.

## 입사
졸업 후 2002년에 NHK에 입사했다. 입사동기로는 다카이 마사토모.코고오 토모코 아나운서이다. 첫 발령지인 NHK 다카마쓰 방송국에서 아나운서로써 시작을 했다. 2002년부터 2007년 3월 24일까지 있다가 도쿄도의 NHK 방송 센터 직할의 NHK 요코하마 방송국으로 옮겼다. 그는 요코하마 방송국 시절 스포츠 중계와 라디오 뉴스 그리고 요코하마시를 비롯한 가나가와현 지역 리포터로 활동했다. 그러다가 2011년 여름 조직개편에 따라 NHK 마쓰야마 방송국으로 옮겼다. 그는 2011년 8월부터 2016년 3월말까지 활동을 했다. 그러다가 2016년 3월말 NHK 방송 센터 아나운서실로 옮겼다. 그는 주로 도쿄도를 비롯한 수도권 소식을 전담했었다. 2019년 3월말까지 있다가 2019년 4월 1일 기준으로 자신이 3번째로 활동했었던 NHK 마쓰야마 방송국으로 옮기면서 히메폰이라는 프로그램을 3년 가까이 진행을 하다가 2022년 7월 일부 개편에 따라 고향인 나가노현에 있는 NHK 나가노 방송국으로 옮겼다.

## 프로그램 경력

### 다카마쓰 방송국 시절
- 가가와현 뉴스 진행 및 리포트

### 요코하마 방송국 시절
- 가나가와현 라디오 뉴스 진행 및 스포츠 캐스터

### 1차 마쓰야마 방송국 시절
- NHK 뉴스 오하요 에히메 격주진행(2011년 8월 - 2012년 3월)
- 오하요 시코쿠 진행(2012년 4월 - 2014년 3월)

### 도쿄 방송 센터 아나운서실 시절
- 수도권 네트워크 리포터, 뉴스 리더(2016년 3월 25일 - 2017년 3월)
- 수도권 뉴스 845 진행 (2016년 8월 15일, 임시진행)
- NHK 뉴스 오하요 일본 리포터(2017년 4월 - 2019년 3월)
  - 니노미야 나오키 아나운서의 대타 진행(2017년 9월 23일, 24일)
  - 아라이 히데카즈 아나운서의 대타 진행(2018년 7월 21일, 22일)

### 2차 마쓰야마 방송국 시절
- 히메폰! 메인진행 (2019년 4월 1일 ~ 2022년 4월 1일)

### 나가노 방송국 시절
- 컨텐츠 센터 방송 그룹 총괄 담당
- 나가노현 뉴스 진행 및 스포츠 캐스터

## 에피소드
- 시코쿠 지방에는 3번 근무.시코쿠 지방에 대한 은혜나 생각들을 스스로 공식 블로그에 쓰고 있었다,
- NHK 마쓰야마 방송국 시절대 2012년 ~ 2016년에는 에히메 마라톤에 참가했었다.
- 2018년 7월의 2018년 7월 일본 호우 특보방송때 시코쿠 지방의 고치현 오쓰키정 등에서 재해 정보를 전했었다.
- 2018년 9월 홋카이도 이부리 동부 지진에서는, 홋카이도 이부리 종합진흥국의 아쓰마정과 무카와정 등에서 재해 정보를 전했었다.
- 별명은 항상 웃는 모습을 보이면서 스마일 맨이다.
- 신장은 185cm이며 슬하의 1남 1녀를 두고 있는 아버지이기도 하다.